# UFO CLUV
『UFO CLUV』（ユーフォー・クラブ）は、ロックバンド、ザ・コレクターズ(THE COLLECTORS)のメジャー6作目のオリジナル・アルバム。

## 概要
オリジナル・アルバムとしては前作『COLLECTOR NUMBER.5』以来1年半ぶりの作品である。ベーシストを小里誠、ドラムスを阿部耕作にメンバー・チェンジをしてからは2作目のアルバムである。SALON MUSICの吉田仁がプロデュースを務めた。
2004年にザ・コレクターズのアルバム11作品が紙ジャケ仕様でリマスタリングされ、再発売された中の1つである。この作品の再発盤にはボーナストラックが5曲収められている。収録時間は通常盤の50分に対し、再発盤は69分にわたる。通常盤と再発盤ではジャケット・デザインが異なる。
なお通常の英語表記は「UFO CLUB」が正しいが、このアルバム・タイトルはアルファベットのBがVになり、「UFO CLUV」となる。これは加藤ひさしのアイデアによる。加藤は「人類が存続し続ける為には宇宙に進出する必要があるが、戦争を繰り返す人類がそこまで科学を発達させることは難しい」という宇宙物理学者スティーブン・ホーキングの発言にヒントを得て、「人類の存在が未来にも続くためには戦争を無くす必要がある。戦争を無くすには人類に『愛』が必要。宇宙のかなたから地球までやってきているUFOは愛によって戦争を克服し宇宙進出を可能にした生命体がいることの証拠ではないのか。つまりUFOは『愛』の象徴だ。」と考え、1960年代にロンドンにあった伝説的なライブハウス「UFO Club（英語: UFO Club）」の綴りをもじってアルバム・タイトルを「UFO CLUV」とした。（LUVはLOVEのスラング表記）このコンセプトはアルバム収録曲「U・F・O」で歌われている。

## 収録曲
- 作詞・作曲：加藤ひさし(#14、#15以外)、マイケル・ブラウン、トニー・サンソン、ボブ・カリーリ（日本語詞:加藤ひさし）(#14)、ホーランド＝ドジャー＝ホーランド（日本語詞:加藤ひさし）(#15)
- リード・ボーカル：加藤ひさし(#4)、古市コータロー(#4)

1. 月は無慈悲な夜の女王
2. 愛ある世界
3. リラ
4. Dog Race
5. Monday
6. 世界を止めて
3rdシングル
7. 土曜日の子供たち
8. 5・4・3・2ワンダフル
9. THE HAMMER AND SICKLE
10. U・F・O

紙ジャケット再発盤ボーナス・トラック
1. SUMMER OF LOVE (LIVE VERSION)
2. きみの素敵な金時計 (LIVE VERSION)
3. NICK! NICK! NICK!
4. 愛しのルネ (WALK AWAY RENEE)
5. 恋はヒートウェーヴ (Love Is Like A)HEAT WAVE

## タイアップ
- 愛ある世界
  - 日本テレビ系『恋愛部活』挿入歌（2006年 - 2007年）
- 世界を止めて
  - OVA『BADBOYS』エンディング・テーマ
  - テレビ東京系列局『そのまんま東のバーチャル情報局』エンディング・テーマ